# Fosmidi
I fosmidi sono vettori a DNA simili ai cosmidi ma basati sul batterico plasmide F. Il vettore di clonaggio è limitato, in quanto l'ospite (generalmente E. coli) può contenere un'unica molecola fosmidica. I fosmidi possono acquisire un inserto di massimo 40 kb; spesso la fonte dell'inserto è una sequenza di DNA genomico randomica.
Una library fosmidica viene preparata estraendo il DNA genomico dall'organismo bersaglio e lo si clona nel vettore fosmidico. La miscela di ligazione viene, dunque, impacchettata in particelle fagiche e mediante infezione il DNA è inserito nelle cellule ospiti. Le colonie batteriche propagheranno la libreria fosmidica. Il basso numero di copie per ciascun ospite conferisce una maggiore stabilità al vettore rispetto anche ai cosmidi.
I fosmidi risultano avere particolare utilità per la costruzione di librerie genomiche stabili. Si è osservato che essi sono in grado di mantenere attivo il DNA umano anche dopo 100 generazioni batteriche. Cloni fosmidici sono stati adoperati per migliorare l'accuratezza della sequenza genomica umana ritrovata nel Progetto Genoma Umano.

## Scoperta
Il plasmide della fertilità o plasmide F è stato scoeprto da Esther Lederberg e codifica informazioni riguardanti la biosintesi del pilo sessuale che permettere la coniugazione batterica. Il pilo funge da ponte tra due cellule batteriche, tramite cui le cellule provviste del plasmide F (cellule F+) trasferiscono una copia a singolo filamento del plasmide stesso; in questo modo al termine del proceso entrambe le cellule conterranno una copia del plasmide F. 
La cellula donatrice conserva una copia funzionale del plasmide. La coniugazione favorita dal plasmide F risulta importante anche per la formazione delle librerie fosmidiche, poiché aiuta la diffusione del fosmide nei cloni batterici.
I fosmidi sono, pertanto, vettori a DNA che sfruttano l'origine di replicazione del plasmide F.

## DNA libraries
Il primo passo verso il sequenziamento di un genoma intero è il suo clonaggio in unità manipolabili di lunghezza variabile tra 50–200 kb. L'uso di fosmidi è ideale grazie alla loro stabilità e limitazione ad una singola copia per cellula. Limitando il numero di plasmidi viene ridotta la probabilità che si verifichino fenomeni di ricombinazione, preservando così l'inserto genomico.
I fosmidi contengono numerosi elementi funzionali:
- OriT (Origine di Trasferimento): La sequenza che indica il punto di inizio del trasferimento coniugativo.
- OriV (Origine di Replicazione): La sequenza da cui comincia la replicazione del plasmide nella cellula ricevente.
- tra-region (geni di trasferimento): Geni che codificano per il pilo F e per il processo di trasferimento del DNA.
- IS (Insertion Elements): detti anche "geni egoisti" (frammenti di sequenza che permettono di integrare delle loro copie in varie locazioni).

Un esempio di un fosmide mappato può essere trovato qui:  http://what-when-how.com/molecular-biology/f-plasmid-molecular-biology/
Il metodo di tagliare ed inserire il DNA in vettori fosmidici è stato migliorato. Attualmente vi sono molte compagnie che costruiscono una libreria fosmidica da un qualsiasi campione in un periodo di tempo estremamente ridotto e a costi relativamente bassi. Questa possibilità ha permesso ai ricercatori di sequenziare numerosi genomi di specie in studio. Attraverso varie metodiche, più di 6651 genomi sono stati completamente sequenziati e 58.695 sono attualmente in fase di elaborazione.

## Usi
Talvolta è difficile distinguere accuratamente singoli cromosomi sulla base della loro lunghezza complessiva, differenza di lunghezza dei due bracci e bandeggio eterocromatinico. I fosmidi possono essere adoperati come marcatore citologico molto affidabile per identificare singoli cromosomi. Mediante FISH (Fluorescent In Situ Hybridization) è possibile la costruzione di un cariotipo metafasico che permette il controllo della posizione assegnata agli inserti fosmidici.
Il sistema fosmidico è estremamente utile per creare rapidamente librerie mini-BAC per ogni cromosoma. Il maggior vantaggio rispetto ai cosmidi risiede nella loro capacità di propagare stabilmente i frammenti di DNA umano.  A causa della elevata ripetitività, il DNA umano è noto per essere altamente instabile in sistemi di vettore multicopia. È stato osservato che la stabilità aumenta drasticamente quando gli inserti sono presenti nell'ospite in singole copie. Pertanto i fosmidi servono come substrati affidabili per il sequenziamento di DNA su larga scala.
Strumenti molto utili, quale NCBI Nucleotide Database, permette ai ricercatori di cercare altre librerie fosmidiche per comparare sequenze omologhe tra diverse specie.